# Zadni Rycerowy Zawracik
Zadni Rycerowy Zawracik (słow. Zadný Licierov závrat) – przełęcz w Liptowskich Kopach. Mapa Polkartu podaje wysokość 1933 m, Władysław Cywiński około 1920 m. Przełęcz znajduje się w bocznym grzbiecie Liptowskich Kop, pomiędzy Wielką Garajową Kopą (1973 m) a położoną po jej północnej stronie Zadnią Rycerową Kopą (1957 m). Stoki spod przełęczy opadają do dwóch niedużych cyrków lodowcowych; po zachodniej stronie do Wielkiego Rycerowego, po stronie wschodniej do Zadniego Rycerowego. Trawiasty stok opadający do Wielkiego Rycerowego jest w dole podcięty urwistymi ściankami. Przecina je żleb z kruchymi progami.
Siodło przełęczy jest łagodne i trawiaste, stoki zachodnie strome i zimą schodzą z nich nieduże lawiny. Dawniej tereny te były wypasane przez mieszkańców Liptowa, od 1948 wraz z całymi Liptowskimi Kopami stanowią niedostępny dla turystów obszar ochrony ścisłej.